# Homalomena griffithii
Homalomena griffithii är en kallaväxtart som först beskrevs av Heinrich Wilhelm Schott, och fick sitt nu gällande namn av Joseph Dalton Hooker. Homalomena griffithii ingår i släktet Homalomena och familjen kallaväxter.

## Underarter
Arten delas in i följande underarter:
- H. g. acuminata
- H. g. griffithii
- H. g. kingii